# Toledói főegyházmegye
A Toledói főegyházmegye' a római katolikus egyház egyik spanyolországi metropolita főegyházmegyéje. A főegyházmegye érsekei Spanyolország prímásai. A metrpolita érseki széke Toledo városában van. A hagyomány szerint az 1. században idősebb Jakab apostol alapította, és 313-ban a mediolanumi ediktum után érsekséggé emelték. A hivatalban lévő érsek a Spanyolország prímása, 1937. óta pedig a hadsereg általános helynöke címet viseli. A főegyházmegyének négy szuffragán egyházmegyéje van: az Albacetei, a Ciudad Real-i, a Cuencai és a Sigüenza-Guadalajarai egyházmegye.

## Püspökök és érsekek
- 1. (Szent) Eugenius (1. század?)
- 2. Melantius (286?–306?)
- 3. Patruinus (325–335)
- 4. Toribius (335–345)
- 5. Quintus (345–355)
- 6. Vince (355–365)
- 7. Paulatus (365–375)
- 8. Natallus (375–385)
- 9. Audentius (385–395)
- 10. Asturius (395–412)
- 11. Isicius (412–427)
- 12. I. Márton (427–440)
- 13. Castinus (440–454)
- 14. Campeius (454–467)
- 15. Sinticius (467–482)
- 16. Praumatus (482–494)
- 17. I. Péter (494–508)
- 18. Celsus (?–520)
- 19. Montanus (520–521)
- 20. I. Julianus
- 21. Bacauda
- 22. II. Péter
- 23. Euphemius
- 24. Exuperius
- 25. Adelphus
- 26. Conancius
- 27. Aurasius (603–615)
- 28. (Szent) Eladius (615–633)
- 29. Justus (633–636)
- 30. I. Jenő (636–646)
- 31. II. Jenő (646–657)
- 32. (Szent) Ildefonz (657–667)
- 33. Quiricus (667–680)
- 34. II. (Szent) Julianus (680–690)
- 35. Sisbert (690–693)
- 36. Félix (694–700)
- 37. Gunderich (700–710)
- 38. Sindered (711–?)
- 39. Sunirend
- 40. Concordius
- 41. Cixila (745/774–754/783)
- 42. Elipandus (754/783–808?)
- 43. Gumesind (?–828)
- 44. Wistremir (?–858)
- 45. Bonitus (859–892)
- 46. I. János (892–926)
- 47. Obajd Allah ben Kászim
- (Interregnum a muszlim Córdobai Kalifátus miatt 926–1058)
- 48. I. Paszkál (1058–1080)
- (Interregnum 1080–1086)
- 49. Bernát (1086–1124)
- 50. Rajmund (1124–1152)
- 51. II. János (1152–1166)
- 52. Cerebruno (1167–1180)
- 53. III. Péter (1181–1182)
- 54. I. Gonzalo (1182–1191)
- 55. II. Márton (1192–1208)
- 56. Rodrigo (1209–1247)
- 57. III. János (1248–1248)
- 58. I. Gutierre (1249–1250)
- 59. II. Sancho (1251–1261)
- 60. Domonkos (1262–1265)
- 61. II. Sancho (1266–1275)
- 62. I. Ferdinánd (1276–1280)
- 63. II. Gonzalo (1280–1299)
- 64. III. Gonzalo (1299–1310)
- 65. II. Gutierre (1310–1319)
- 66. III. János (1319–1328);
- 67. Jimeno (1328–1338)
- 68. Egyed (1338–1350)
- 69. IV. Gonzalo (1351–1353)
- 70. Balázs (1353–1362)
- 71. Gomez (1362–1375)
- 72. IV. Péter (1375–1399)
- (Interregnum 1399–1403)
- 73. V. Péter (1403–1414)
- 74. III. Sancho (1415–1422)
- 75. IV. János (1423–1434)
- 76. V. János (1434–1442)
- 77. III. Gutierre (1442–1445)
- 78. Alfonz Carillo (1446–1482)
- 79. VI. Péter (1482–1495)
- 80. I. Ferenc (1495–1517)
- 81. Vilmos (1517–1521)
- (Interregnum 1521–1523)
- 82. III. Alfonz (1523–1534)
- 83. VI. János (1534–1545)
- 84. VII. János (1545–1557)
- 85. Bertalan (1558–1576)
- 86. I. Gáspár (1577–1594)
- 87. Ausztriai Albert (1595–1598)
- 88. García (1598–1599)
- 89. II. Bernát (1599–1618)
- (Interregnum 1618–1620)
- 90. Ferdinánd (apostoli adminisztrátor, 1620–1641)
- (Interregnum 1641–1645)
- 91. II. Gáspár (1645)
- 92. Boldizsár (1646–1665)
- 93. II. Paszkál (1666–1677)
- 94. Lajos Mánuel (1677–1709)
- (Interregnum 1709–1715)
- 95. Ferenc (1715–1720)
- 96. Diego (1720–1724)
- (Interregnum 1724–1735)
- 97. I. Lajos (1735–1754)
- 98. II. Lajos (1755–1771)
- 99. Ferenc (1772–1800)
- 100. Luis María de Borbón y Vallabriga (1800–1823)
- 101. Pedro Inguanzo y Rivero (1824–1836)
- (Interregnum 1836–1849)
- 102. Juan José Bonel y Orbe (1849–1857)
- 103. Cirilo Alameda y Brea (1857–1872)
- (Interregnum 1872–1875)
- 104. Juan Ignacio Moreno y Maisanove (1875–1884)
- 105. Zeferino Gonzalez y Diaz–Tunon (1885–1886)
- 106. Miguel Paya y Rico (1886–1891)
- 107. Antolín Monescillo y Viso (1892–1898)
- 108. Ciriaco María Sancha y Hervás (1898–1909)
- 109. Gregorio Maria Aguirre y Garcia (1909–1913)
- 110. Victoriano Guisasola y Menendez (1913–1920)
- 111. Enrique Almaraz y Santos (1920–1921)
- 112. Enrique Reig y Casanova (1922–1927)
- 113. Pedro Segura y Sáenz (1927–1931)
- (Interregnum 1931–1933)
- 114. Isidro Goma y Tomas (1933–1940)
- 115. Enrique Pla y Deniel (1941–1968)
- 116. Vicente Enrique y Tarancón (1969–1972)
- 117. Marcelo Gonzalez Martin (1972–1995)
- 118. Francisco Alvarez Martínez (1995–2002)
- 119. Antonio Cañizares Llovera (2002–2008)
- 120. Braulio Rodríguez Plaza (2009–)

## Fordítás
- Ez a szócikk részben vagy egészben  a   Roman Catholic Archdiocese of Toledo című angol Wikipédia-szócikk fordításán alapul.  Az eredeti cikk szerkesztőit annak laptörténete sorolja fel. Ez a jelzés csupán a megfogalmazás eredetét és a szerzői jogokat jelzi, nem szolgál a cikkben szereplő információk forrásmegjelöléseként.

## Külső hivatkozások
- gcatholic.org[halott link]
- catholic-hierarchy.org